# Његушко поље
Његушко поље је крашко поље у Црној Гори, а име је добило по племену Његуши, које је га и данас настањује. Налази се испод масива Ловћена, 4,5 km источно од Котора, односно 10 km сјеверозападно од Цетиња. Као и сва крашка поља и Његушко поље је „плодна оаза“ у односу на камениту околину. Због велике количине падавина током године ово поље је познато и по великим поплавама. Просјечна количина падавина на годишњем нивоу износи 2.683 мм воденог талога, док максимум неријетко прелази 4.000 мм. 
Поље је са свих страна обрубљено планинама. На сјеверу је Татинац 1.349 m, на сјевероистоку Буковица 1.254 m, на истоку Голо Брдо 1.274 m, а на југу и југозападу се диже Ловћен (Вељи Врх 1.310 m, Голиш 1.480 м, Језерски Врх 1.660 m, Штировник 1.753 m). Његушко поље је приближно елиптичног облика, пружа се од запада-југозапада према истоку-сјевероистоку. Дугачко је 25 km, а широко 0,5 до 0,8 km. Лежи на надморској висини 880–940 m и заузима површину од 3'27 km². 
По ободу поља има неколико извора. Они и атмосферске падавине снабдијевају га водом, а одводњавање се врши кроз један велики понор. Дно поља је равно, покривено врло плодном црвеницом и цијело је обрађено. Привредно средиште је варошица Његуши. Због велике плодности густо је насељено. Највеће насеље су Ераковићи, затим Дуги До, а на странама су два насеља: Раићевићи и Врба. Средином поља пролази пут Котор-Цетиње.
Поље је настало у почетку тектонским, касније глацијалним дјеловањем два ледника са Ловћена. Неке студије говоре да је удолина настала од прастаре ријеке која се настављала на Бококоторски залив а касније тектонским помјерањем терена.